# New Day for You
"New Day for You" là một bài hát của ca sĩ Ba Lan Basia từ album đầu tay Time and Tide phát hành năm 1987.

## Tổng quát
Ca khúc được viết bởi Basia Trzetrzelewska, Daniel White và Peter Ross của Immaculate Fool, và được sản xuất bởi Daniel và Basia. Lời bài hát được dựa trên một bài thơ mà Ross đã viết cho sinh nhật của Basia, sau đó cô đã kết hợp vào bài hát.
Bài hát đặc biệt phổ biến ở Nhật Bản, nơi nó được sử dụng trong quảng cáo cho một chuỗi cửa hàng bách hóa Parco. Trong thời kỳ Apartheid ở Nam Phi, bài hát đã được thông qua như một bài quốc ca của hòa bình.

## Video âm nhạc
Video âm nhạc đầu tiên cho bài hát là một clip biểu diễn và được quay tại Royal Albert Hall ở London. Nó cho thấy Basia và ban nhạc của cô biểu diễn bài hát trên sân khấu trong một phòng hòa nhạc trống.
Phiên bản thứ hai được Jon Small quay cho thị trường Mỹ. Hình ảnh Basia biểu diễn bài hát trước phông nền xanh, xen kẽ với cảnh quay của một người đàn ông cô độc lang thang buồn bã quanh thành phố và ngắm nhìn người khác. Cuối cùng anh ta trả lời điện thoại tại một booth điện thoại công cộng và kêu lên khi nghe một tin vui. Khi anh chạy qua những con đường trong thành phố, anh đi ngang qua Basia, người sau đó quay lại và mỉm cười với anh. Phiên bản này đã có sẵn trên video của Basia Một ngày mới vào năm 1990  và trên một đĩa DVD thưởng có trong phiên bản đặc biệt của album của cô là  It'sThat Girl Again năm 2009.

## Danh sách bài hát
| - 7" single A. "New Day for You" – 4:03 B. "Forgive and Forget" – 3:15 - 12" single A. "New Day for You" (Extended Version) – 6:12 B1. "New Day for You" (Instrumental) – 4:56 B2. "Forgive and Forget" – 3:15 | - 12" single A. "New Day for You" (Extended Version) B1. "Prime Time TV" (Extended Version) B2. "Forgive and Forget" - Cassette single 1. "New Day for You" 2. "Freeze Thaw" (Instrumental) |

## Biểu đồ
| BXH (1987-89)                                 | Thứ hạng |
| --------------------------------------------- | -------- |
| Úc (ARIA)                                     | 69       |
| Hà Lan (Top 100)                              | 74       |
| Billboard Mỹ Hot 100                          | 53       |
| Billboard Hoa Kỳ dành cho người lớn đương đại | 5        |

## Phiên bản cover
- Ca sĩ Nhật Bản Yōko Nagayama đã phát hành bản cover bài hát của mình vào năm 1988.